# Jadranska ploča
Jadranska ili Apulijska ploča je mala tektonska ploča koja primarno nosi kontinentalnu koru koja se odvojila od Afričke ploče uz veliki transformni rasjed u Kredi. Naziv Jadranska ploča obično se rabi kada je riječ o sjevernome dijelu ploče. Ovaj dio ploče je bio deformiran tijekom alpske orogoneze, kada se Jadranska ploča sudarila s Euroazijskom pločom. 
Smatra se da se Jadranska ploča i dalje kreće neovisno od Euroazijske ploče u smjeru sjever-sjeveroistok s malom tendencijom okretanja u smjeru suprotnom od kazaljke na satu. Rasjed koji razdvaja te dvije ploče zove se Perijadranski lineament. Studije pokazuju da osim deformiranja, Euroazijska kontinentalna kora se zapravo podvukla ispod Jadranske ploče, što je neuobičajna pojava kod tektonike ploča. Oceanska kora Afričke ploče se također podvlači ispod Jadranske ploče na zapadnoj i južnoj obali Italije, stvarajući bermu (nasip ili uzdignuće), koja se sastoji od različitih ostataka i koja se diže s morskog dna te nastavlja uz kopno. Ovo podvlačenje je također odgovorno i za postojanje vulkana u južnoj Italiji. 
Istočni dio Apeninskog poluotoka, Primorska, Istra, Malta i Jadransko more nalaze se na Jadranskoj ploči. Mezozoičke sedimentne stijene odložene na ploču uključuju vapnence koje tvore Južne vapnenačke Alpe.